# Uleiella chilensis
Uleiella chilensis är en svampart som beskrevs av Dietel & Neger 1899. Uleiella chilensis ingår i släktet Uleiella och familjen Uleiellaceae.   Inga underarter finns listade i Catalogue of Life.